# Slesvig Domkirke
Slesvig Domkirke (tysk: Schleswiger Dom; officielt Sankt-Petri-Dom zu Schleswig) er en domkirke i Slesvig by. Den blev opført omkring år 1030, mens Slesvig bispedømme allerede blev oprettet i 948. Kirken er viet til apostelen Peter. 

## Arkitekturen
Opførelsen af Slesvig Domkirke strakte sig over flere hundrede år. Kirken var i begyndelsen en romansk kirke. Under Knud Lavard blev den halvrunde apsis opført. I 1180-1200 fulgte tværskibet. Ved ombygninger mellem 1200 og 1500 blev den romanske langhusbasilika til en gotisk treskibet hallekirke. Det hvælvede domkapitel i det nordlige sideskib kom til ca. 1220-30, kirkeskibets hvælv ca. 1230-70.
Det nygotiske tårn på 112 m blev opført i 1894. Tårnet er Sydslesvigs højeste og Slesvig-Holstens næsthøjeste kirketårn. Oprindelig havde domkirken to tårne, men de styrtede sammen allerede i 1275 og blev ikke genopført.
Slesvig Domkirke er en del af Den europæiske rute for teglstensgotik.

## Petersportal
Den romanske portal ved kirkens sydlige tværskib stammer fra 1180. Den består af seks søjler. Billedfeltet over døren (Tympanon) er udført i skånsk sandsten og prydet med et relief med en tronende Kristus, der giver apostlene Peter nøgle og Paulus skriftrulle. Motivet af Lovens overrækkelse refererer til Matthæusevangeliet: Og jeg vil give dig Himmeriges nøgler, og hvad du binder på jorden, det skal være bundet i Himlene, og hvad du løser på jorden, det skal være løst i Himlene.
Den kongelige stifterfigur med den totårnede kirkemodel i sine hænder er Valdemar den Store. Petersportalens motiv genfindes på en række af Sydslesvigs landsbykirker, bl.a. i Munkbrarup, Sørup og Nørre Brarup.

## Bordesholmalteret
Domkirkens kendteste inventar er Hans Brüggemanns
Bordesholmalter, der er medtaget i den danske kulturkanon. Passionsalteret er udført på syv år og stod færdigt i 1521. Alteret viser 16 bibelske scener fra Jesu liv. Blandt de 386 figurer er der apostle, kirkelærere, profeter, bønder og handelsfolk. Forbillede til mange af motiverne er Albrecht Dürers Den lille Passion fra 1511. Alteropbygningen er 16 m høj. Altertavlen er 12,60 m.

## Tre Kongers Alter
I det sydlige korskib ses de Tre Kongers Alter, som indtil 1666 stod på kirkens højalter. Altertavlen med Jomfru Maria, Jesusbarnet og de tre hellige konger dateres til slutningen af 1200-tallet.

## Gravmæle
Kong Frederik 1.'s sarkofag i det nordlige korskib er et hovedværk inden for nederlandsk renæssance i Nordeuropa. Det er udført i marmor, kalksten og alabast. Den viser kongen hvilende på båren med hænderne løftet til bøn og flankeret af to kvinder; den ene holder kongens våben og den anden en indskrifttavle om hans bedrifter. Gravmælet er udført 1551-55 af den flamske kunstner Cornelius Flories de Vriendt. Sarkofagen er tom og dermed en kenotaf. Kongen er gravsat i domkirkens gravkapel. Kong Frederik 1., der døde i 1533, er sammen med sin bror Kong Hans og nevøen Kong Christian 2. den eneste oldenborgske konge, der ikke er gravsat i Roskilde Domkirke. 
Kong Niels skal også være gravsat i domkirken, men graven kendes ikke.[kilde mangler]
Blandt de øvrige epitafier er stukgravmælet for biskop Frederik fra 1580 og det imponerende barokgravmæle for den gottorpske kansler Kielmann af Kielmannsegg fra 1673. Marmorportalen over familien Arenstorffs kapel er fra ca. 1678.

## Christofferfiguren
Inde i domkirken står en 4,40 m høj egefigur af den hellige Sankt Kristoffer med Jesusbarnet på skuldrene. Figuren er fra 1510 og regnes for et af de fineste danske og nordtyske træskærerarbejder. Skulpturen refererer til legenden hvor Christoffer bar Jesus-barnet på sine skuldre over en flod.

## Svalen
Svalen (på tysk Schwahl) er en velbevaret korsgang (processionsgang) i domkirkens nordvestlige del. Begrebet refererer til det danske Svalegang og betyder kølig (sval) overdækket gang. Her ses kalkmalerier fra 1320-30.

## Den blå Madonna
I korets nordlige del hænger et oliemaleri fra 1669 Den blå Madonna af Jürgen Ovens. Jürgens kom fra Tønning og blev uddannet i Amsterdam, hvor han formodentlig var elev af Rembrandt.

## Sagnet
Lokale sagn fortæller at kong Abel efter sin død spøgte i Slesvig Domkirke, hvorfor man tog hans lig op og sænkede det i et mosehul ved Gottorp.

## Andet
Bronzedøbefonten er fra 1480. Prædikestolen er et nederlandsk arbejde og blev udført i 1560. Kirkens orgel fra 1963 er et Marcussen-orgel fra Aabenraa. Hvert år i december er der kunsthåndværkermarked i domkirken (Svalmarked eller på tysk Schwahlmarkt).

### Slesvig-dørbeslaget
Slesvig-dørbeslaget var et dørbeslag med en latinsk runeindskrift, som omtales i Henrik Ranzaus "Cimbricae Chersonesi descriptio nova" (forfattet 1597, udgivet 1739). Her står der, at indskriften befandt sig på døren til kapitelhuset ved Slesvig Domkirke. Omkring 1800 blev døren flyttet til domkirkens (tidligere) kanonikersakristi (et sakristi for kannikker). Herfra forsvandt den omkring 1848 under en restaurering.
| Translitteration | [æfli me -ecit] |
| Transskription   | Æfli me [f]ecit |
| Oversættelse     | Evli lavede mig |